# Мавроматти, Олег Юрьевич
Оле́г Ю́рьевич Маврома́тти (род. 5 февраля 1965, Волгоград) — российский художник-акционист, кинорежиссёр, сценарист, продюсер, стример, видеоблогер. Представитель Московского акционизма.

## Биография
В 1984 году окончил Волжское медицинское училище № 3. С 1986 по 1989 год являлся лидером волгоградской художественной группы «Танец жирафа». С 1987 по 1990 год редактировал панк-журнал «Будущего нет». С 1988 по 1990 год выступал лидером панк-групп «ЧМО» и «Комитет Манифест». В 1990—1991 годах участвовал в художественном движении «ЭТИ» (совместно с А. Осмоловским, Д. Пименовым, Г. Гусаровым). В 1993—1994 годах участвовал в программе «НЕЦЕЗИУДИК» (совместно с А. Бренером, А. Осмоловским, Д. Пименовым, А. Ревизоровым, А. Зубаржуком). В 1995 году организовал вместе с Фаридом Багдаловым арт-группу «Секта Абсолютной Любви». В группу вошли:Император ВАВА, Дмитрий Пименов, Михаил и Татьяна Никитины, Алёна Мартынова. Также за годы существования, с 1995 по 2000, к акциям группы примыкали различные художники и активисты, такие как Владимир Еремеев, Константин Николаев, Юрий Звёздный. В 1995 году было создано кинообъединение «СУПЕРНОВА», просуществовавшее вплоть до 2000 года. В объединение вошли Сергей Сальников, Сергей Пахомов, Светлана Баскова, Александр Маслаев и др.

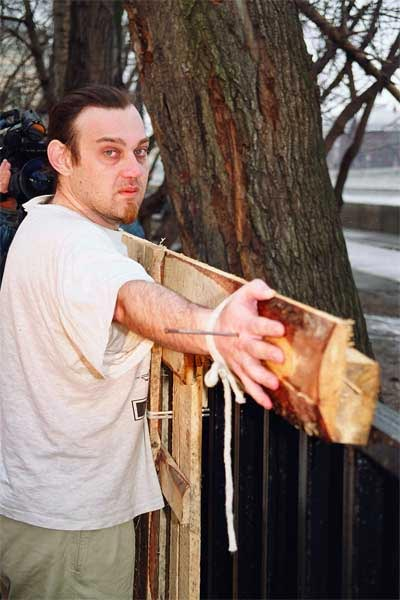
Мавроматти во время акции «Не верь глазам своим», 1 апреля 2000 года

1 апреля 2000 года Олег Мавроматти провел на территории Института культурологии Минкульта РФ (Берсеневская набережная) акцию «Не верь глазам своим», в ходе которой сначала его привязали к кресту из досок, после чего ассистенты прибили его руки стомиллиметровыми гвоздями. На обнажённой спине Мавроматти бритвой были вырезаны слова: «Я НЕ СЫН БОГА». В таком положении Мавроматти находился долго, пока боль не стала окончательно нестерпимой. Пресса назвала эту акцию «распятием». Журналистам Мавроматти пояснил: «Я не знаю ни одного артиста в мировом кинематографе, который бы натурально сыграл боль. Эта сцена символизирует настоящее страдание, настоящую жертву, на которых давно спекулирует искусство».
Вскоре после проведения акции в квартире Мавроматти был проведен обыск и изъяты его фильмы и исходные материалы к ним. Позднее Мавроматти был вызван в Московскую городскую прокуратуру и допрошен как свидетель. Следователь намекал, что против него будет возбуждаться уголовное дело по ст. 282 УК («за разжигание национальной, расовой и религиозной вражды»). Однако Краснопресненская межрайонная прокуратура отказала в возбуждении уголовного дела в связи с отсутствием состава преступления.
Позже на Мавроматти было заведено уголовное дело по обвинению в разжигании межнациональной и межрелигиозной розни (статья 282 УК РФ пункт б).
В 2004 году создал группу «Ультрафутуро» (Олег Мавроматти, Боряна Росса, Катя Дамянова, Антон Терзиев, Мирослав Диметров, Станислав Ганчев).
Живёт и работает в Нью-Йорке, США и в Болгарии.
Со второй половины 2021 года перестал проявлять активность в социальных сетях, а также на своем YouTube канале. В августе 2024 года вышел на связь через YouTube-канал Боряны Россы.

## Онлайн-шоу — публичная народная казнь «Свой/Чужой»
Летом 2010 года Олег Мавроматти обратился в российское консульство в Болгарии с целью продления загранпаспорта. Консул проинформировал Мавроматти о том, что тот находится в федеральном розыске по подозрению в совершении преступления, предусмотренного пунктом «б» части 2 статьи 282 УК РФ («Возбуждение национальной, расовой или религиозной вражды»), по делу о художественной акции «Не верь глазам». И поэтому паспорт быть продлён не может. В течение двух лет художник находился в Болгарии без документов и только летом 2012 года смог вылететь в Нью-Йорк.
Отдавая себе отчёт в том, что за возвращением в Россию автоматически последует заключение в связи с возбужденным уголовным делом,  Мавроматти, не желая прибегать к самоубийству, решил провести онлайн-шоу (публичная народная казнь) под рабочим названием «Свой/Чужой». Неким подобием электрического стула управлял компьютер, подключенный к Интернету. Через Интернет 7 ноября 2010 года началось голосование. Если бы подсчитанные голоса «За» его смерть в два раза превысили количество голосов «Против», компьютер выдал бы сигнал, который запустил бы электрический разряд напряжением 600 000 Вольт, и Олег Мавроматти был бы убит. 14 ноября было сообщено, что художник остался жив и не пострадал.
Мавроматти заявил о планируемой акции: «Каким бы ни был результат, я жду от этого эксперимента глубокого мистического опыта. Жизнь показывает, что с метафизикой игра невозможна. Десять лет назад я нажал на кнопку, когда взошел на крест, и вот эхо этого события догнало меня спустя десять лет. И я готов платить по счетам своей собственной жизнью — как бы патетически это ни звучало в нашем циничном мире».

## Выступление Авдея Тер-Оганьяна в защиту Мавроматти
В сентябре 2010 года российский художник Авдей Тер-Оганьян, борясь за свои права в рамках подготовки к проведению в Лувре художественной выставки «Русский контрапункт», призвал участников выставки к бойкоту. Основным требованием Тер-Оганьяна, помимо нарушения непосредственно своих гражданско-профессиональных прав, являлось решение паспортно-визовой проблемы Олега Мавроматти.

## Инициативы в поддержку Мавроматти
- Евгений Лосик, берлинский художник белорусского происхождения, в знак поддержки Олега Мавроматти в сентябре 2010 года провёл представление, в ходе которого он был распят на флаге ООН[19].
- 20 сентября 2010 года в поддержку Олега Мавроматти московский художник Денис Мустафин провёл в Центре современной культуры «Гараж» во время проведения там выставки «100 лет перформансу» несанкционированную акцию «Вас оскорбляет цвет моей крови?»[20]. Критика отметила перформанс Мустафина как самый адекватный и своевременный жест этой выставки[21].
- В октябре 2010 года ряд американских политиков и представителей арт-сообщества обратились к иммиграционным властям Болгарии и в ООН с просьбой предоставить российскому художнику Олегу Мавроматти статус беженца[22][23]. Среди направивших письма — сенатор Кирстен Джиллибранд, директор Exit Art[англ.] Жаннетт Ингберман, арт-дилер Рональд Фельдман и сын Марка Ротко Кристофер Ротко[24].
- 21 октября 2010 года в Музее и общественном центре им. А. Д. Сахарова состоялся круглый стол «Искусство без экстремизма», посвящённый проблеме 282 статьи в арт-сообществе России. В ходе обсуждения затрагивались и проблемы Олега Мавроматти[25].[26] Участники круглого стола — Екатерина Деготь, Дмитрий Врубель, Андрей Ерофеев, Леонид Бажанов, Герман Виноградов, Хаим Сокол, Андрей Ковалёв, Олег Мавроматти (онлайн-трансляция) и др.[25][27] Олег Мавроматти в начале своего виртуального выступления на круглом столе попросил не превращать эту встречу в обсуждение его ситуации, так как она является лишь частью общей картины[28].
- 3 ноября 2010 года в ГЦСИ состоялась презентация произведений художника Олега Мавроматти и группы «Ультрафутуро». Участники презентации — Олег Мавроматти (скайп), Боряна Росса (скайп), Леонид Бажанов, Людмила Бредихина, Ирина Горлова, Император ВАВА, Андрей Ковалёв, Юрий Самодуров, Андрей Сильвестров, Авдей Тер-Оганьян (скайп)[29].

## Фильмография
| Год  |   | Название                                  | Роль                          |
| ---- | - | ----------------------------------------- | ----------------------------- |
| 1989 | ф | Черви Бенеттона                           | режиссёр, сценарист           |
| 1993 | ф | 11 писем внутрь                           | режиссёр, сценарист           |
| 1994 | ф | Основные условия смерти                   | режиссёр, сценарист           |
| 1995 | ф | Не ищите этого шоу в программе            | режиссёр, сценарист           |
| 1995 | ф | Дьявольский гриб                          | режиссёр, сценарист           |
| 1996 | ф | День зверя                                | режиссëр, сценарист           |
| 1997 | ф | Тайная эстетика марсианских шпионов       | режиссёр, сценарист           |
| 1998 | ф | Кокки — бегущий доктор                    | продюсер, актёр               |
| 1999 | ф | Зелёный слоник                            | продюсер, оператор,, озвучка  |
| 2000 | ф | Выблядки                                  | режиссёр, сценарист, монтаж   |
| 2001 | ф | Самое большое кюфте в мире (англ.)        | режиссёр, сценарист, монтаж   |
| 2001 | ф | Крысы покидают супермаркет (англ.)        | режиссёр, сценарист, монтаж   |
| 2004 | ф | Ультрафутуро Манифест                     | режиссёр, сценарист, монтаж   |
| 2008 | ф | Идеология Чучхе (кор.)                    | актёр                         |
| 2009 | ф | Слепое пятно (англ.)                      | режиссёр, сценарист, монтаж   |
| 2011 | ф | Больше ничего не хочу чувствовать (англ.) | актёр                         |
| 2015 | ф | Дуракам здесь не место                    | режиссёр, сценарист, монтаж   |
| 2017 | ф | Талант                                    | продюсер                      |
| 2017 | ф | Обезьяна, страус и могила                 | режиссёр, сценарист, монтаж   |
| 2018 | ф | Полупроводник                             | режиссёр, продюсер, сценарист |
| 2021 | ф | Блинная машина                            | режиссер, сценарист           |
| 2023 | ф | Пресловутое поколение: Зелёный слоник 2   | актёр, продюсер               |

## Призы, награды
- 2018 — Специальный приз Russian Documentary Film Festival — 3W (NYC).
- 2017 — Специальный приз Артдокфест (Москва).
- 2015 — Лучший документальный фильм на Национальном кинофестивале дебютов «Движение» (Омск).
- 2005 — Приз «The Most Sincere Film» Фестиваля радикального кино «Sтык» (Москва) за фильм «Бастардс» («Выблядки»)
- 2000 — Гран-при Международного фестиваля независимого кино и видеоарта «Дримкетчер» (Киев).

## Цитаты
- «Уголовное дело возникло после подачи заявления приходом Святого Николы, который располагается рядом, за оградой Института культурологии, на чьей территории и велась съемка эпизода. У храма Святого Николы были территориальные претензии к Институту культурологии. Они хотели отсудить эту территорию уже давно, и вот им показалось, что это очень удобный момент. Они подали иск — очевидно, чтобы дискредитировать людей из института и под это дело отсудить себе эту территорию. То есть все упирается в какие-то очень меркантильные вещи, а вовсе не в оскорбления, в какую-то сакральность — все это надумано»[31] — О. Мавроматти, Радио «Свобода».
- «Сравнение с фашистской Германией здесь уместно, как никогда. Действительно, у каждого голосующего теперь есть формальное оправдание: участие в художественной акции, борьба за свою веру, борьба с нарушителем общественного порядка, бунтарем и так далее. И все же, каждый голосующий остается наедине со своей совестью, понимая, как легко и безнаказанно он способствует реальной смерти. Слишком сложный выбор, слишком много вопросов. Помнится, на заре западной мысли, граждане Афин приняли подобное решение, чтобы не слышать сложных вопросов, чтобы не отвечать на них. Казнь Сократа, однако, послужила великим началом европейской философии. Как и древнегреческий философ, Мавроматти никуда не собирается бежать, ожидая справедливого суда над собой, оставаясь верным своим идеям»[4] — А. Ландихова, ART Ukraine.
- «Следует отметить и тот прискорбный момент, что подавляющее большинство его российских арт-коллег проявляют к его судьбе удивительное безразличие. Молчит „подельник“ по слову „хуй“ Осмоловский. Молчат другие, с которыми он когда-то делал общее дело. Как-то откликнувшихся совсем немного: Авдей Тер-Оганьян, Дмитрий Врубель, Герман Виноградов, Император ВАВА, Марина Перчихина, Анна Бражкина, некая толика критиков и искусствоведов. Понятное дело, среди них много молодых акционистов, для которых Мавроматти — легендарная личность. Подавляющее же большинство худ. сообщества молча и усердно кует бабло. Поскольку актуальное искусство нынче — это в значительной степени коммерческий проект. А одно из главнейших условий существования бизнеса „здесь и сейчас“ — лояльность»[32] — Владимир Тучков, «Шум».
- «Ну, хорошо, Мавромати по-честному перенес вбивание в себя больших гвоздей и простоял так довольно долго. А что он хотел сказать миру этим своим членовредительством? А то, что настоящее искусство — это боль и жертвенность. Для первого — боли — он был реально прибит и просто её, боль, испытывал. Для второго — жертвенности — ему и понадобилась эта довольно прозрачная отсылка к Христу. Ведь в истории нашего, христианского ареала нет большей жертвы, чем Его жертва. Про Зою-то Космодемьянскую, как выяснилось, все наврали»[33] — Андрей Корсаков, AdIndex.ru.